# Кейт, Джеймс
Дже́ймс Фрэ́нсис Э́двард Кейт (англ. James Francis Edward Keith), также известный как Я́ков Ви́лимович Ке́йт и Я́коб фон Кайт (нем. Jakob von Keith); 11 июня 1696, замок Инверуги близ Питерхеда, Шотландия — 14 октября 1758, Хохкирх, Саксония) — шотландский аристократ, генерал-аншеф на русской военной службе, прусский генерал-фельдмаршал (1747).
Традиционно считается основателем русского масонства. Значится в масонских записях 1732—1734 годов в качестве мастера петербургской ложи. В начальный период Семилетней войны — один из наиболее близких советников Фридриха II; пал в сражении при Хохкирхе.

## Биография
Отпрыск знатного шотландского рода, традиционно тесно связанного со Стюартами; главы клана (его отец и брат) носили титул графов-маршалов Шотландии. Участвовал вместе со старшим братом Джорджем в восстаниях якобитов в 1715-16 и 1719 годах в Шотландии. После подавления восстаний, лишившись титулов и поместий, был вынужден покинуть Шотландию и вместе с братом жил в изгнании во Франции. Здесь встречался с Петром I, который приглашал его поступить на русскую службу, но Кейт отказался, не желая сражаться против Карла XII, который внушал ему большое уважение своею личностью.
Поступил на службу в Испанию с чином капитана. Был ранен во время осады Сеуты марокканцами. С 1722 по 1725 год жил в Париже и занимался науками. Возвратившись в Испанию, он получил чин полковника, но как протестант не мог получить командование полком. В 1727 году, во время войны с Англией, участвовал в осаде Гибралтара.

## На службе России
Герцог де Лирия, хорошо знавший Кейта, находясь при русском дворе, выхлопотал в феврале 1728 года принятие Кейта в русскую службу с чином генерал-майора. До 1747 года он находился на русской службе.
В 1734 году успешно действовал с самостоятельным отрядом в Польше против приверженцев Станислава Лещинского. В 1735 году он был ближайшим помощником генерал-аншефа Ласси, во время похода 20-тысячного русского корпуса на помощь императору Карлу VI.
Под началом Миниха и Ласси принимал участие в войнах с турками и шведами, отличился под Очаковым и при Вильманстранде. В 1737 году получил чин генерал-аншефа. С 1738 по 1741 годы — наместник в Малороссии, с 1740 года исполнял обязанности гетмана.
В 1739 году ездил с дипломатическими поручениям в Париж, в 1740 — в Лондон. Назначен Великой ложей Англии великим провинциальным мастером для России.
Наряду с Ласси руководил русскими войсками в войне со шведами. В 1741 году отличился, заняв Аландские острова. 7 декабря 1742 года награждён орденами Андрея Первозванного и Александра Невского.
После Абоского мира был назначен начальником корпуса войск, отправленного Елизаветой Петровной в Стокгольм, для помощи шведам против Дании. 30 ноября 1743 года он прибыл в шведскую столицу с Ростовским и Казанским полками. Здесь он пробыл до лета 1744 года, причём с конца 1743 года заведовал и дипломатическими сношениями. С 1744 года — комендант Ревеля.
В 1747 году вышел в отставку, поводом для которой послужила обида на русское правительство, отказавшее в русском подданстве его брату Джорджу. Отпущен под честное слово, что не будет воевать против России.
Известно мнение о нём генерала В. А. Нащокина:

Кейт по справедливости был человеком наполнен чести и весьма из учтивости скромный. Несчастие с ним произошло, когда он непристойные выговоры получал от Военной коллегии, в которой тогда главным членом был генерал Апраксин, не великой ему приятель; особливо, имея довольно друзей, несколько его уничтожал: большая тому страсть была, что перед ним Кейт был старший. Он был храбр без горячности; правосуден с разумным рассмотрением, учтив и любим подчиненными. Исправляя должность гетмана он, своим правосудием и различным распорядком, заслужил преданность к себе малороссийского народа. Он жизнь препровождал нескупо, но всегда с умеренностью, и весьма был несребролюбивым…— Военный энциклопедический лексикон. Часть Седьмая. СПб, 1743

## Прусский фельдмаршал
В том же году поступает на прусскую службу, в Пруссии примерно в это же время оказывается и его брат. 18 сентября 1747 года Фридрих Великий, который разделял масонские идеалы и самолично руководил национальной ложей, произвёл его в прусские фельдмаршалы, а два года спустя назначил губернатором Берлина. Кроме того, Кейт стал членом Прусской академии наук. В октябре 1749 года награждён орденом Чёрного орла.
Фридрих высоко ценил Кейта, считая его одним из лучших своих военачальников. С началом Семилетней войны Кейт отличился во время окружения саксонской армии в лагере под Пирной и в битве при Лобозице. Возглавил прусский отряд, вторгнувшийся в Богемию. Руководил осадой Праги и позднее Ольмюца. Участвовал в сражении при Росбахе.
Летом 1758 года получил отпуск для поправки здоровья, осенью вернулся в армию. Кейт был одним из тех, кто настоятельно указывал Фридриху на неудачный выбор места для лагеря в Хохкирхе. 14 октября в битве при Хохкирхе Кейт был смертельно ранен двумя пулями и умер на поле боя. Похоронен со всеми воинскими почестями австрийцами, заботу о похоронах взял на себя сам Франц Мориц Ласси, лично знавший Кейта по России как лучшего друга своего отца.

## Судьба останков
Спустя полгода после битвы останки Кейта были перевезены в Потсдам и перезахоронены в прусском пантеоне гарнизонной церкви Потсдама. В 1873 году гроб Кейта был открыт в присутствии известного немецкого художника Адольфа фон Менцеля. Обнаружилось, что тело фельдмаршала прекрасно сохранилось благодаря естественной мумификации. Менцель выполнил зарисовки мумии Кейта с натуры.
Гарнизонная церковь сгорела в 1945 году во время бомбардировки. Руины её были по постановлению правительства Вальтера Ульбрихта взорваны в 1968 году. Но ещё задолго до этого в 1949 году останки приблизительно 200 персон, среди них и фельдмаршала Кейта, похороненных в церкви, были перезахоронены в братской могиле, известной под названием Гарнизонная могила.